# الرابطة الوطنية للمعلمين الاشتراكيين
رابطة المعلمين الاشتراكية الوطنية ( الألمانية : Nationalsozialistische Lehrerbund ، NSLB )، تأسست في 21 أبريل 1929.  كان اسمها الأصلي هو منظمة المعلمين الوطنيين الاشتراكيين.  وكان مؤسسها وأول زعيم مدرس سابق هانس شييم،وهو غاولايتر لبايرويت.  كان مقر المنظمة في بايرويت في بيت التعليم الألماني. في 27 أكتوبر 1938، افتتح NSLB Realschule لتدريب المعلمين في بايرويت. 
بعد وفاة شيم في عام 1935، الزعيم الجديد أو Reichswalter، كان فريتز فاخلر. 
لقد اعتبرت هذه المنظمة نفسها «مجهودًا مشتركًا لجميع الأشخاص الذين رأوا أنفسهم كمدرسين أو أرادوا أن يُنظر إليهم كمربين، بشكل مستقل عن الخلفية أو التعليم وعن نوع المؤسسة التعليمية». كان هدفها جعل النظرة القومية الاشتراكية للعالم وأساس جميع أنواع التعليم. من أجل تحقيق ذلك، سعى إلى التأثير على وجهة النظر السياسية للمربين، مع الإصرار على مواصلة تطوير روحهم على أسس قومية - اجتماعية. رحلات جبلية منظمة في أماكن تسمى Reichsaustauschlager (معسكرات تبادل الرايخ) كانت تعتبر مساعدة في هذا الغرض.
تم حل المنظمة في عام 1943 من قبل الإدارة المالية للحزب النازي. 